# Club des feuillants

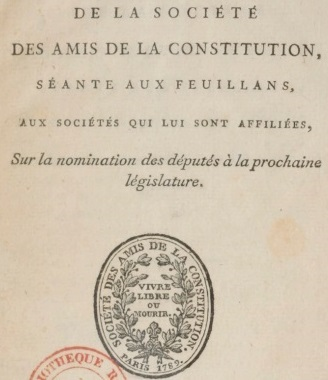
Adresse de la société aux sociétés qui lui sont affiliées, 1791.

La société des Amis de la Constitution, séante aux Feuillants, dit « le Club des feuillants », est un groupe politique, de tendance monarchiste constitutionnelle qui ne conteste pas le pouvoir du roi Louis XVI, fondé le 18 juillet 1791. Il est né d'une scission du Club des jacobins, en réaction à l'agitation républicaine qui a suivi la fuite du roi à Varennes en juin 1791 et la fusillade du Champ-de-Mars le 17 juillet 1791. Il a exercé une influence déterminante sur le début de l'Assemblée nationale législative pour se trouver progressivement marginalisé par les jacobins.

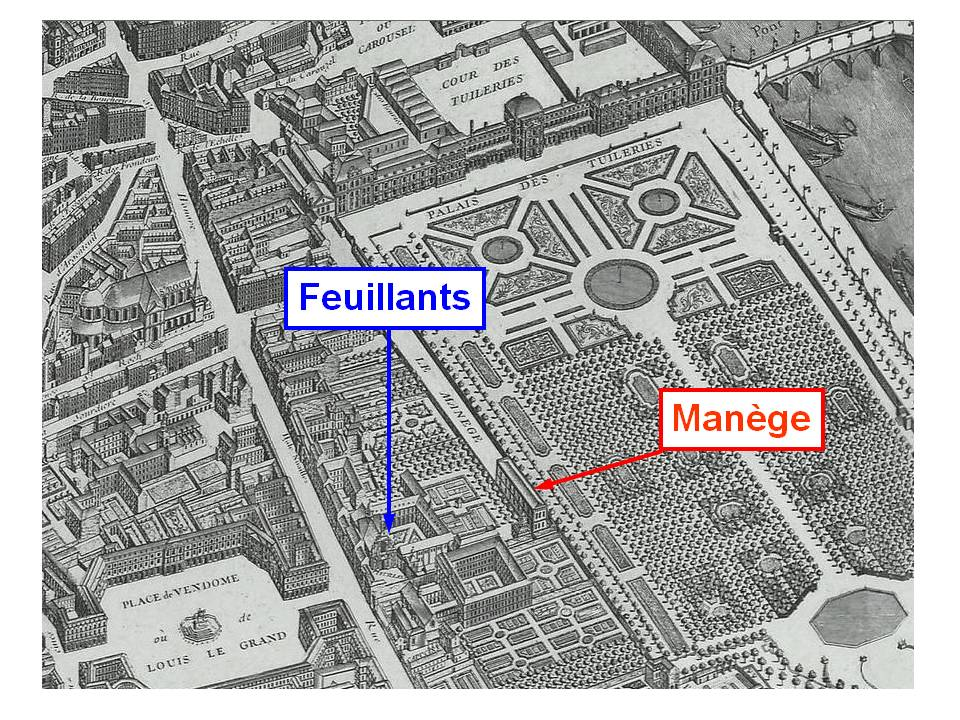
Le Club des feuillants sur le plan de Turgot.

## Histoire

### Origine du mouvement
Le Club des feuillants est né en réaction à l'agitation républicaine qui a suivi la fuite du roi à Varennes en juin 1791. Cette agitation s'est amplifiée jusque mi-juillet. Une pétition mise en avant par Pierre Choderlos de Laclos, et rédigée par Danton et Brissot, proposant la déchéance du roi et son remplacement, échauffe les esprits le 16 juillet 1791 et provoque ce jour-là l'implosion du Club des jacobins. Un nouveau club est constitué par les partants. Le lendemain, 17 juillet 1791, la fusillade du Champ-de-Mars renforce le clivage. Ce jour-là, une foule reprend une pétition plus énergique encore pour réclamer la déchéance du roi. La Fayette, qui commande la Garde nationale, est envoyé disperser la manifestation. La Garde nationale tire sur la foule causant la mort de 50 personnes. La scission est consommée. La très grande majorité des députés jacobins partent de ce club, sauf une dizaine, dont Robespierre et Pétion. Les autres sont effrayés des propositions révolutionnaires et des discours violents entendus le 17 juillet.
Décidé à contrebalancer l’influence de plus en plus grande des républicains, le nouveau groupe inclut des personnalités comme Antoine Barnave ou Charles Malo et Théodore de Lameth.

### Le couvent des Feuillants
Les membres de ce nouveau groupe se rassemblent dans l'église du couvent des Feuillants, situé rue Saint-Honoré, près des Tuileries, pour former une nouvelle société des Amis de la Constitution sise aux Feuillants, et à ce titre appelée communément le Club des feuillants. Ils sont rejoints rapidement par des membres du club de 1789.
Le local est très proche de la salle du Manège où siège alors l'Assemblée nationale. Ceci permet aux députés de s'y réunir juste avant et immédiatement après les séances officielles. L’accès aux réunions du Club des feuillants est dans un premier temps réservé aux « citoyens actifs » c’est-à-dire aux contribuables payant l’impôt direct et selon le premier projet de Constitution, seuls autorisés à voter (suffrage censitaire).
En ville, dans l’hôtel particulier familial du Cul-de-sac Notre-Dame-des-Champs, paroisse Saint-Sulpice, le salon de Mme de Lameth devient lui aussi feuillant, perdant du même coup définitivement certains habitués parmi lesquels Robespierre, qui le fréquentait les premières années de la Révolution.

### La présence des feuillants au sein de la Législative

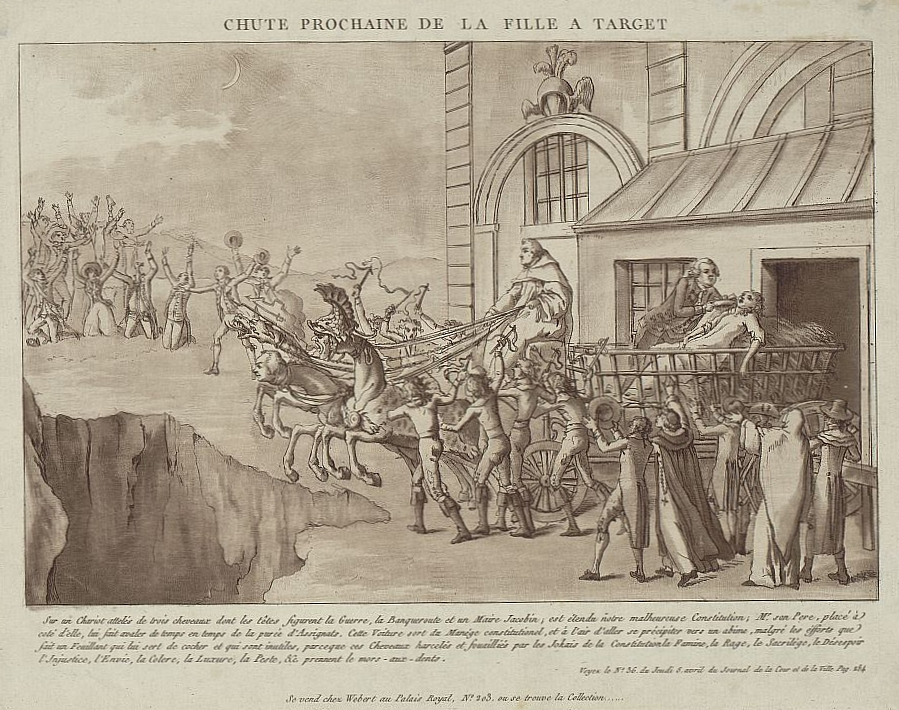
Caricature : un cocher feuillant tentant d’empêcher la voiture sortie du Manège constitutionnel d’aller se précipiter vers l’abîme.

En quittant les jacobins, les membres de ce nouveau groupe des feuillants s'emparent de la copie des listes des sociétés correspondantes et s’en servent pour annoncer leur fondation aux sociétés des départements puis pour entrer aussitôt en relations avec elles.
Pour réagir contre cette division, Robespierre, l’abbé Grégoire et Rœderer s’empressent d’envoyer à l’Assemblée nationale une adresse rédigée avec beaucoup d’habileté et de dignité, dans laquelle ils exposent leur programme, protestent de leur respect pour la représentation nationale, de leur fidélité à la Constitution et de leur dévouement sans bornes à la Patrie et à la Liberté : « Voilà, disaient-ils en terminant, la devise sacrée qui doit rallier à nous tous les bons citoyens. » Cette adresse, unanimement adoptée le 18 juillet, est envoyée à tous les députés, à toutes les sociétés, aux 48 sections et aux 60 bataillons de la garde nationale. Une soixantaine de députés de la Constituante effectuent le chemin inverse, pendant l'été, de ce nouveau Club des feuillants vers leur ancien Club des jacobins. Robespierre fait en outre décider que les jacobins conservent leur titre de Société des amis de la Constitution, et avise dans chaque département les sociétés des jacobins locales, les engageant à bien examiner et à bien réfléchir avant de prendre parti pour ou contre la scission.
Le 1er octobre 1791, l'Assemblée Législative, tout juste sortie des urnes, se réunit. Dans les rangs de cette nouvelle Assemblée nationale, 264 députés s'inscrivent dans les rangs des feuillants, 136 chez les jacobins, et 345 restent indépendants. Les feuillants sont menés par Vincent-Marie de Vaublanc, Jean Antoine d'Averhoult, le baron Ramond de Carbonnières, Bernard Germain de Lacépède, Bernard Journu-Auber, Jacques Claude Beugnot, Emmanuel de Pastoret, Mathieu Dumas, Joseph Vincent Dumolard. Une partie de ses personnalités les plus expérimentées sont également en dehors de l'Assemblée, du fait de la non-rééligibilité des Constituants,, notamment  Antoine Barnave, Duport, La Fayette, Alexandre de Lameth, Le Chapelier, ou François Alexandre Frédéric de La Rochefoucauld-Liancourt.

### L'évolution de leur influence

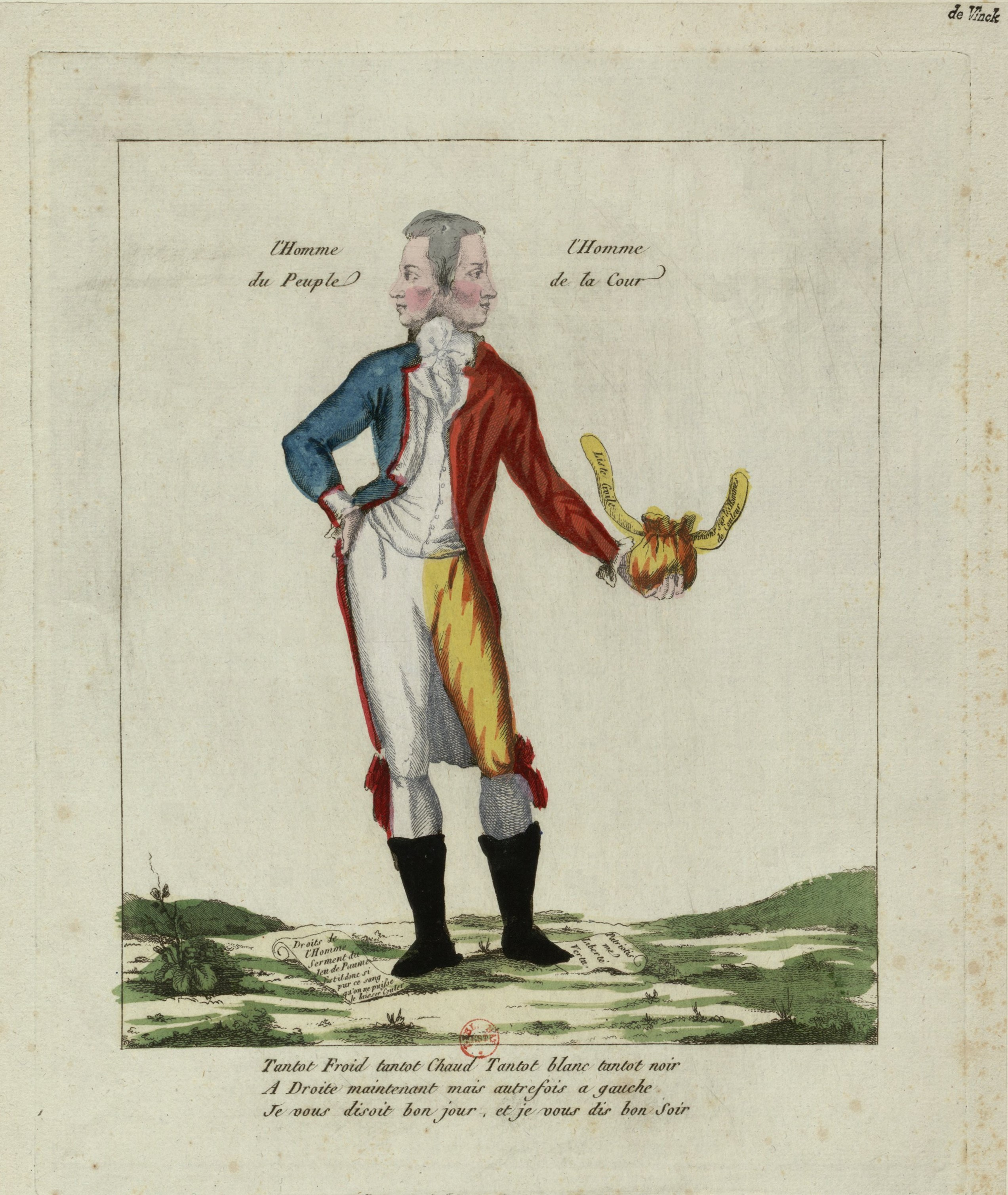
Caricature d'Antoine Barnave

#### Des défenseurs de la constitution
Décidés à appliquer strictement la Constitution de 1791, ils se refusent à amoindrir le pouvoir du roi, malgré la perte de confiance en celui-ci d'une partie significative de la population, à Paris et en province, après la fuite de Varennes, et se font les gardiens de la constitution de 1791. Mais ils sont souvent débordés par les initiatives inspirées par les jacobins, girondins ou montagnards. Par ailleurs, l'entourage du roi les hait autant que les jacobins. La reine, en particulier, les méprise, même s'ils ont la prétention de devenir les conseillers de la Cour de France et s'ils ont l'opportunité de pousser leurs hommes aux ministères, fin novembre et début décembre 1791. Louis XVI choisit ses ministres parmi eux, effectivement, mais leur cache ses correspondances avec les Cours étrangères et les princes émigrés.

#### Un parti bousculé par les sections populaires
Le Club des feuillants, pour élargir son audience, et réagir sur les calomnies qui entourent ses séances aux accès limités, ouvre ses portes. Mais lorsque les réunions deviennent ainsi publiques, les sans-culottes décident de s'y rendre et y provoquent des tumultes. Fin décembre 1791, l’Assemblée législative en prend prétexte pour ordonner aux feuillants de se transférer dans un autre local. Ils se déplacent successivement à l'hôtel de Lusignan, rue des Bons-Enfants, à celui de Richelieu, et finalement à l'église du Cloître-Saint-Honoré, lieu un peu plus vaste que les précédents. Mais ils n'y ont plus qu'une activité réduite, leur tribune devint déserte et leur influence décroît.

#### Un parti divisé sur la question de la guerre
De novembre 1791 à avril 1792, la question de la guerre, fortement mise en avant par Brissot et les girondins, divisent les membres du mouvement, entre le triumvirat constitué d'Antoine Barnave, Adrien Duport et Alexandre de Lameth, qui pensent  que la guerre favorise les forces les plus extrêmes et les partis les plus révolutionnaires, et un général La Fayette, qui, influant au sein de l'armée, tergiverse sur ce thème de la guerre, s'inquiète des dangers extérieurs et espère peut-être à l'occasion d'un conflit reprendre la main sur l'Assemblée nationale. Jean Antoine d'Averhoult, Louis Ramond de Carbonnières, Jacques Claude Beugnot, Emmanuel de Pastoret, Louis Stanislas de Girardin appartiennent à la tendance menée par la figure du général La Fayette. Vincent-Marie Viénot de Vaublanc, Mathieu Dumas, Jean Antoine d'Averhoult, François de Jaucourt, Théodore de Lameth, Joseph Vincent Dumolard sont des proches du triumvirat.
Barnave, attaché à la paix mais voyant le Club des feuillants partagé sur la question, quitte Paris en janvier 1792.
En mars 1792, les girondins dessaisissent les ministres feuillants de leur portefeuille en représailles à leur opposition à la guerre contre l’Autriche. Le 10 août, jour de l'arrestation du roi, 841 feuillants sont arrêtés et jugés pour trahison. Le 21 septembre 1792 l'abolition de la monarchie est prononcée par la Convention nationale. Les feuillants sont alors définitivement balayés du jeu politique. Le 29 novembre 1793, leur chef Barnave monte à l’échafaud. Durant la Terreur, l'appartenance passée à ce mouvement est un motif de poursuite (accusation de  « feuillantisme »). Leurs adversaires ayant donné le nom de « club monarchique » au Club des feuillants, ce nom leur survécut quelques mois comme insulte synonyme de « modéré », « royaliste » et « aristocrate ».